# Red de Mujeres Afrolatinoamericanas, Afrocaribeñas y de la Diáspora
La Red de Mujeres Afrolatinoamericanas, Afrocaribeñas y de la Diáspora es una organización de mujeres fundada en 1992 que tiene por objetivo: articular estrategias regionales de lucha contra la discriminación específica que viven, como también incidir con propuestas de cambio en los diversos estamentos de la sociedad.

## Antecedentes
Uno de los antecedentes más importantes de la Red fue el Primer Encuentro de Mujeres Negras de América Latina y El Caribe espacio en el que se creó la Red.

## Organización
La red se articula a través de seis comités subregionales:
- Caribe hispano
- Caribe angloparlante
- Caribe francoparlante
- Centroamérica
- Sudamérica
- Afro-latinas/caribeñas residentes en otros países del mundo

## Presencia
La red tiene presencia a través de organizaciones y personas afiliadas en:
- Argentina
- Belice
- Bolivia
- Brasil
- Chile
- Colombia
- Costa Rica
- Cuba
- Curacao
- Diáspora en Europa
- Diáspora en Estados Unidos
- Ecuador
- El Salvador
- Guatemala
- Guyana
- Haití
- Honduras
- Kenia
- México
- Nicaragua
- Panamá
- Perú
- Puerto Rico
- República Democrática del Congo
- República Dominicana
- Santa Lucía
- Sudáfrica
- Surinam
- Uruguay
- Venezuela

La Red ha contado entre sus integrantes a importantes activistas como Dorotea Wilson, feminista nicaragüense, quien fue coordinadora General de la misma hasta 2018, momento en que en el marco del evento: Foro Internacional de mujeres de la comunidad afro, entregó la coordinación a la activista boliviana Paola Yañez.